# Возвращение Доктора Мистерио
«Возвращение Доктора Мистерио» (англ. The Return of Doctor Mysterio) — спецвыпуск между девятым и десятым сезонами британского научно-фантастического телесериала «Доктор Кто». Премьера серии состоялась 25 декабря 2016 года на канале BBC One.
Сценарий эпизода написан Стивеном Моффатом. Режиссёром стал Эд Базалджетт. В роли Доктора — Питер Капальди. В качестве спутника к нему присоединился Мэтт Лукас, дебютировавший в роли Нардола в предыдущем рождественском выпуске «Мужья Ривер Сонг».

## Синопсис
Этим Рождеством Доктора ждёт эпическое приключение в Нью-Йорке в компании супергероя в маске. Способные обмениваться разумом пришельцы собираются вот-вот напасть, так что Доктор и Нардол объединяют свои силы с пытливым репортёром и таинственным человеком по прозвищу Призрак. Сможет ли Доктор спасти Манхэттен? И что откроется, когда маски будут сняты?

## Сюжет
В Нью-Йорке в канун Рождества 1992 года восьмилетний мальчик по имени Грант просыпается и видит Доктора, висящего за окном его квартиры. Он помогает ему забраться внутрь. Поднявшись с мальчиком на крышу, Доктор объясняет, что ненароком попал в собственную ловушку, которая должна защищать устройство, которое он строит. Он заручается помощью Гранта. Однако Грант по ошибке проглатывает самоцвет, исполняющий желания, который нужен для устройства, так как посчитал его лекарством. Самоцвет исполняет желание юного фаната комиксов и превращает его в супергероя. Бросив устройство, Доктор требует от Гранта пообещать никогда не использовать свои новые способности и уходит.
Вернувшись в Нью-Йорк в 2016 году с Нардолом, которого он извлёк из тела Гидрофлакса и собрал заново, Доктор отправляется разведать здание исследовательской компании «Стая Гармонии». Они знакомятся с журналисткой по имени Люси Флетчер, которая тоже занимается расследованием компании. Эта троица узнаёт, что компанией тайно управляет группа инопланетных мозгов, которые могут завладевать телом любого живого существа. Они видят, как мозги убивают владельца компании мистера Брока, чтобы заполучить его тело. Их застаёт доктор Сим, чьё тело уже находится во власти мозгов. Прежде чем ему удаётся их убить, на помощь заявляется супергерой в маске по прозвищу Призрак, который затем возвращает Люси домой. Вернувшись в квартиру до неё, Призрак перевоплощается обратно в Гранта, который работает няней ребёнка Люси. Но там его уже ожидают Доктор и Нардол, которые отследили самоцвет, всё ещё находящийся в теле Гранта.

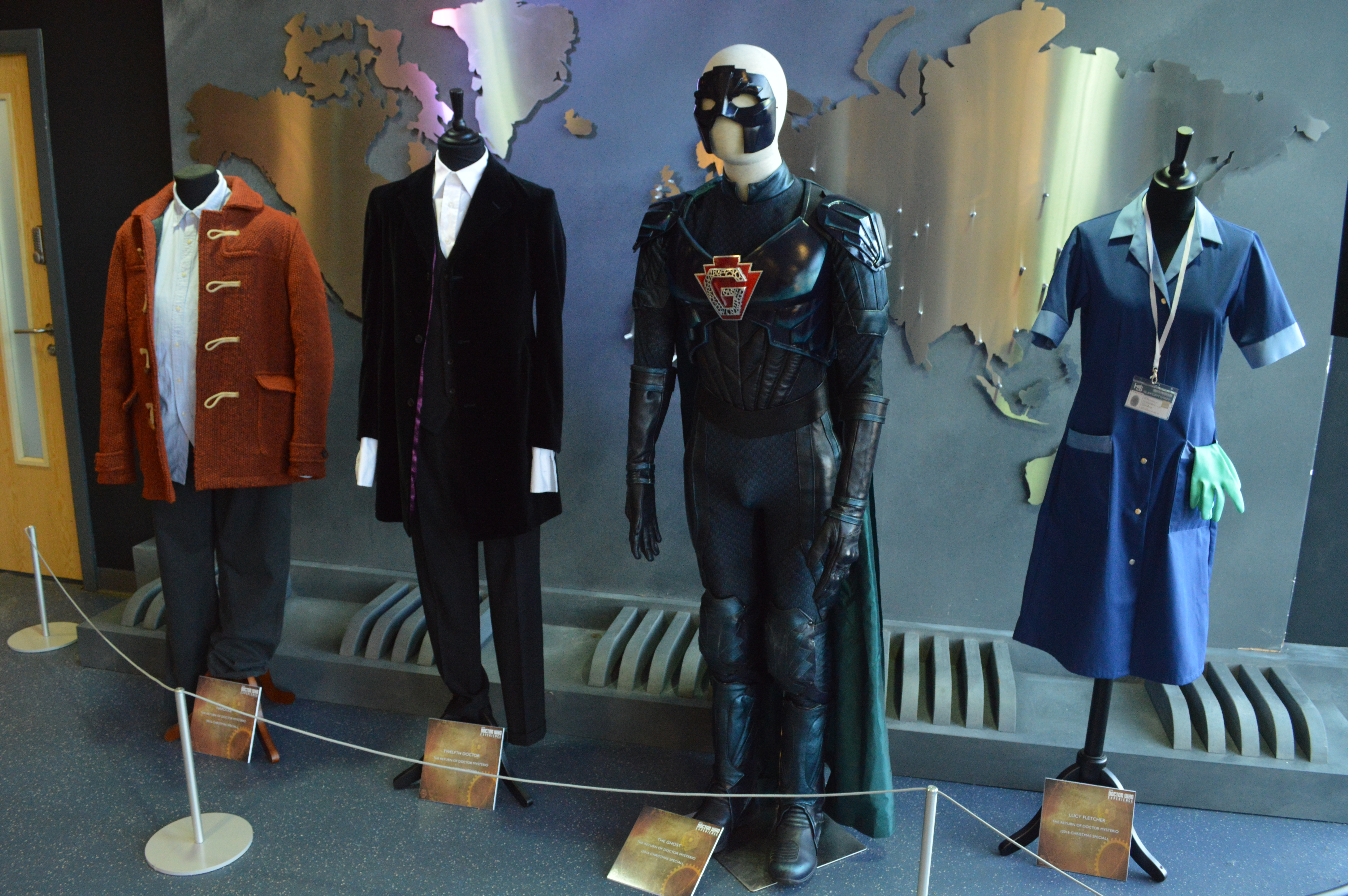
Костюмы Нардола, Доктора, Призрака и Люси на выставке Doctor Who Experience

По возвращении Люси Доктор объясняет, что инопланетные мозги колонизируют планеты путём захватывания тел владык тех миров, а Земля ― их нынешняя цель. Пока Люси готовится к интервью с Призраком, Доктор и Нардол обнаруживают корабль пришельцев на орбите и попадают туда с помощью ТАРДИС. Там они узнают, что реактор корабля находится в критическом состоянии, и понимают, что доктор Сим собирается сбросить его на Нью-Йорк. Доктор осознаёт, что будет уничтожен весь город, кроме небоскрёба «Стаи Гармонии». Лидеры всего мира решат спрятаться в разных зданиях компании, расположенных в столицах мировых держав, опасаясь вторжения извне, тем самым позволяя мозгам захватить мир. Когда доктор Сим ненароком сообщает Доктору, что время ещё не наступило, Доктор устраивает падение корабля раннее назначенного срока.
Призрак и Люси попадают в плен к мозгам во время интервью. Они планируют захватить тело Призрака. Герой улетает, а затем возвращается в виде Гранта, чтобы защитить Люси. Так как он не может изменить курс корабля, Доктор посылает Гранту сообщение и просит его о помощи. Гранту удаётся предотвратить падение корабля, но Люси открывается правда о том, что он и есть Призрак. Журналистка очарована и улетает с Грантом, который избавляется от корабля, бросив его в Солнце. Доктор вызывает ЮНИТ, и солдаты оккупируют «Стаю Гармонии», однако между делом мозг внутри доктора Сима захватывает тело одного из солдат.
Дома у Люси Грант сообщает Доктору, что больше не собирается быть супергероем. Доктор собирается уходить, и проницательная Люси спрашивает, почему он грустит. Доктор вяло отмахивается и направляется прочь. Нардол затем объясняет, что Доктор скорбит по Ривер Сонг, с которой он провёл 24 года, после чего она погибла в Библиотеке, но когда-нибудь он придёт в себя. Нардол и Доктор улетают, а Грант вспоминает, как дал последнему прозвище «Доктор Мистерио».

### Связь с другими сериями
В разговоре Доктора и Нардола упоминается факт, что Доктор вновь «собрал» Нардола в человека, после того как в спецвыпуске «Мужья Ривер Сонг» его голова была отделена от тела и помещена в тело киборга — короля Последнего Скопления Хайдрофлакса.
Когда Доктор спрашивает Гранта, сколько лет он знаком с Люси, тот отвечает ему, что почти всю жизнь — 24 года. Доктор грустит. Именно 24 года длится ночь на Дариллиуме, которую он провёл с Ривер Сонг согласно сюжету серии «Мужья Ривер Сонг».
Также Доктор упоминает, что недолго отсутствовал на Земле, а именно 24 года. Это время он провёл на Дариллиуме с Ривер Сонг.
Нардол, рассказывая Гранту и Люси о причинах грусти Доктора, сообщает, что Ривер Сонг недавно умерла в Библиотеке, это отсылка к сериям «Тишина в Библиотеке»и «Лес Мертвецов».

## Производство
Название эпизода было предложено Питером Капальди после его визита в Мексику в рамках мирового тура, где сериал называется «Doctor Misterio». Название является ещё и отсылкой к тому, что сериал отсутствовал на экранах целый год.
Съёмки спецвыпуска проходили с 5 по 30 сентября 2016 года. Для съёмок на натуре команда сериала посетила студии в Болгарии. Поскольку персонаж Пёрл Маки появляется в десятом сезоне, в этой серии Доктор путешествует с другим приглашённым спутником, которым стал Нардол в исполнении Мэтта Лукаса.

## Издания на DVD и Blu-ray
Спецвыпуск «Возвращение Доктора Мистерио» был выпущен на DVD и Blu-ray 23 января 2017 года в регионе 2, 21 февраля 2017 года в регионе 1 и 22 февраля 2017 года в регионе 4.